# 23e session du Comité du patrimoine mondial
La 23e session du Comité du patrimoine mondial a eu lieu du 29 novembre 1999 au 4 décembre 1999 à Marrakech, au Maroc.

## Participants

### États membres du comité
21 États membres du comité ont participé à la 23e session :
- Afrique du Sud
- Australie
- Belgique
- Bénin
- Canada
- Chine
- Colombie
- Corée du Sud
- Cuba
- Égypte
- Équateur
- Finlande
- Grèce
- Hongrie
- Italie
- Malte
- Maroc
- Mexique
- Portugal
- Thaïlande
- Zimbabwe

### États observateurs
Aux côtés de ces 21 États membres, 37 États observateurs ont également participé à la 23e session du comité :
- Algérie
- Allemagne
- Arabie saoudite
- Argentine
- Autriche
- Brésil
- Chypre
- Costa Rica
- Espagne
- États-Unis
- France
- Inde
- Indonésie
- Israël
- Japon
- Lituanie
- Mongolie
- Népal
- Nigeria
- Norvège
- Oman
- Ouganda
- Ouzbékistan
- Pays-Bas
- Pérou
- Philippines
- Pologne
- Royaume-Uni
- Russie
- Slovaquie
- Suède
- Suisse
- Tchéquie
- Tunisie
- Turquie
- Vatican
- Viêt Nam

### Organisations internationales
Des représentants de plusieurs organisations internationales ont également participé, à titre consultatif :
- Amis du patrimoine du Maroc (APM)
- Arch Foundation
- Association pour la Sauvegarde de la Casbah d'Alger (ASCA)
- Banque mondiale
- Centre international d'études pour la conservation et la restauration des biens culturels (ICCROM)
- Conseil international des monuments et des sites (ICOMOS)
- Conseil international sur les métaux et l'environnement (CIME)
- Fédération internationale des architectes-paysagistes (en) (IFLA)
- Fondation des Nations unies
- High-Tech visual promotion Centre
- Fondation patrimoine historique international (Canada)
- Fonds international pour la protection des animaux (IFAW)
- International Federation of Shingon Buddhism
- Natural Resources Defense Council (NRDC)
- Organisation arabe pour l'éducation, la culture et les sciences (ALECSO)
- Organisation du monde islamique pour l'éducation, les sciences et la culture (ISESCO)
- Organisation des villes du patrimoine mondial (OVPM)
- Pro Esteros Mexico
- Projet PAM/PNUE
- Union internationale pour la conservation de la nature (UICN)

## Inscriptions

### Patrimoine mondial
Le Comité vote l'inscription de 48 biens sur la liste du patrimoine mondial : 35 biens de type culturel, 11 biens de type naturel et deux de type mixte. La liste compte alors 629 biens protégés.
L'Afrique du Sud, le Nigeria, Saint-Christophe-et-Niévès et le Turkménistan connaissent leurs première inscription.
3 biens concernent l'Afrique du Sud, le Brésil et la Roumanie ; 2 biens concernent l'Allemagne, l'Argentine, la Chine, Cuba, l'Espagne, la Grèce, le Mexique, les Philippines et le Viêt Nam.
Au total, la région Europe et Amérique du Nord concentre 23 de ces protections (48% du total), la région Amérique latine et Caraïbes 11 (23%), la région Asie et Pacifique 10 (21%) et la région Afrique 4 (8%). Aucun bien n'est inscrit dans la région États arabes.
Les critères indiqués sont ceux utilisés par l'Unesco depuis 2005, et non pas ceux employés lors de l'inscription des sites. Par ailleurs, les superficies mentionnées sont celles des biens actuels, qui ont pu être modifiées depuis leur inscription.
| Id. | Bien | Pays                       | Superficie (ha) | Critères et notes | Coordonnées | Illus. |
| --- | --- | -------------------------- | --------------- | --- | --- | --- |
| 914 | Parc de la zone humide d'iSimangaliso                                                                                        | Afrique du Sud             | 239 566         | Naturel, (vii), (ix), (x) | 27° 50′ 20″ S, 32° 33′ 00″ E                                                                                    | |
| 916 | Robben Island | Afrique du Sud             | 475             | Culturel, (iii), (vi) | 33° 48′ 00″ S, 18° 22′ 01″ E                                                                                    | |
| 915 | Sites des hominidés fossiles d'Afrique du Sud                                                                                | Afrique du Sud             | 25 000          | Culturel, (iii), (vi) étendu en 2005 à la vallée de Makapansgat et au site fossile du crâne de Taung.                                                                                  | 25° 55′ 44″ S, 27° 47′ 20″ E                                                                                    | |
| 897 | La Wartburg | Allemagne                  |                 | Culturel, (iii), (vi) | 50° 58′ 01″ N, 10° 18′ 25″ E                                                                                    | |
| 896 | Museumsinsel (Île des musées), Berlin                                                                                        | Allemagne                  | 8,6             | Culturel, (ii), (iv) | 52° 31′ 12″ N, 13° 23′ 56″ E                                                                                    | |
| 936 | Cueva de las Manos, Río Pinturas                                                                                             | Argentine                  | 600             | Culturel, (iii) | 47° 09′ 00″ S, 70° 40′ 01″ O                                                                                    | |
| 937 | Presqu'île de Valdés | Argentine                  | 360 000         | Naturel, (x) | 42° 30′ S, 64° 00′ O                                                                                            | |
| 931 | Ville de Graz – Centre historique                                                                                            | Autriche                   | 71,97           | Culturel, (ii), (iv) Étendu en 2010 au château d'Eggenberg et renommé en conséquence.                                                                                                  | 47° 04′ 23″ N, 15° 26′ 20″ E                                                                                    | |
| 943 | Beffrois de Flandres et Wallonie                                                                                             | Belgique                   | 3,7201          | Culturel, (ii), (iv) Le bien comprend 32 beffrois distincts. Il est étendu en 2005 à un 33e beffroi belge et à 23 beffrois français, et renommé « Beffrois de Belgique et de France ». | 50° 10′ 26″ N, 3° 13′ 52″ E                                                                                     | |
| 890 | Centre historique de la ville de Diamantina (pt)                                                                             | Brésil                     | 28,5            | Culturel, (ii), (iv) | 18° 14′ 42″ S, 43° 35′ 53″ O                                                                                    | |
| 892 | Côte de la découverte – Réserves de la forêt atlantique (pt)                                                                 | Brésil                     | 111 930         | Naturel, (ix), (x) Le bien comprend 8 sites distincts. | 16° 30′ S, 39° 15′ O                                                                                            | |
| 893 | Forêt atlantique – Réserves du sud-est (pt)                                                                                  | Brésil                     | 468 193         | Naturel, (vii), (ix), (x) Le bien comprend 25 sites distincts. | 24° 10′ 01″ S, 48° 00′ 00″ O                                                                                    | |
| 686 | Parc national de Miguasha | Canada                     | 87,3            | Naturel, (viii) | 48° 06′ 18″ N, 66° 21′ 11″ O                                                                                    | |
| 911 | Mont Wuyi | Chine                      | 107 044         | Mixte, (iii), (vi), (vii), (x) | 27° 43′ 34″ N, 117° 43′ 30″ E                                                                                   | |
| 912 | Sculptures rupestres de Dazu                                                                                                 | Chine                      | 20,41           | Culturel, (i), (ii), (iii) 5 sites | 29° 42′ 04″ N, 105° 42′ 18″ E                                                                                   | |
| 928 | Zone de conservation de Guanacaste                                                                                           | Costa Rica                 | 147 000         | Naturel, (ix), (x) étendu en 2004 | 10° 51′ 00″ N, 85° 37′ 01″ O                                                                                    | |
| 889 | Parc national Desembarco del Granma                                                                                          | Cuba                       | 32 576          | Naturel, (vii), (viii) | 19° 52′ 59″ N, 77° 37′ 59″ O                                                                                    | |
| 840 | Vallée de Viñales | Cuba                       | 13 200          | Culturel, (iv) | 22° 37′ 01″ N, 83° 43′ 01″ O                                                                                    | |
| 863 | Centre historique de Santa Ana de los Ríos de Cuenca (es)                                                                    | Équateur                   | 224,14          | Culturel, (ii), (iv), (v) | 2° 53′ 49″ S, 79° 00′ 14″ O                                                                                     | |
| 417 | Ibiza, biodiversité et culture                                                                                               | Espagne                    | 9 020,3         | Mixte, (ii), (iii), (iv), (ix), (x) 4 sites : parc naturel de Ses Salines, ville haute d'Ibiza, nécropole punique de Puig des Molins, site archéologique de Sa Caleta                  | 38° 54′ 40″ N, 1° 26′ 06″ E                                                                                     | |
| 929 | San Cristóbal de la Laguna                                                                                                   | Espagne                    | 60,38           | Culturel, (ii), (iv) | 28° 28′ 41″ N, 16° 18′ 43″ O                                                                                    | |
| 579 | Site funéraire de l'âge du bronze de Sammallahdenmäki                                                                        | Finlande                   |                 | Culturel, (iii), (iv) | 61° 07′ 16″ N, 21° 46′ 41″ E                                                                                    | |
| 932 | Juridiction de Saint-Émilion                                                                                                 | France                     | 7 847           | Culturel, (iii), (iv) | 44° 53′ 42″ N, 0° 09′ 18″ O                                                                                     | |
| 942 | Centre historique (Chorá) avec le monastère de Saint Jean « le théologien » et la grotte de l'Apocalypse sur l'île de Patmos | Grèce                      |                 | Culturel, (iii), (iv), (vi) | 37° 18′ N, 26° 33′ E                                                                                            | |
| 941 | Sites archéologiques de Mycènes et de Tirynthe                                                                               | Grèce                      | 190             | Culturel, (i), (ii), (iii), (iv), (vi) | 37° 43′ 59″ N, 22° 45′ 00″ E 37° 35′ 56″ N, 22° 48′ 00″ E                                                       | |
| 474 | Parc national de Hortobágy - la Puszta                                                                                       | Hongrie                    | 74 820          | Culturel, (iv), (v) | 47° 35′ 42″ N, 21° 09′ 25″ E                                                                                    | |
| 944 | Darjeeling Himalayan Railway                                                                                                 | Inde                       | 5,34            | Culturel, (ii), (iv) étendu en 2005 et 2008, et renommé « Chemins de fer de montagne en Inde ».                                                                                        | 26° 41′ N, 88° 28′ E                                                                                            | |
| 955 | Parc national de Lorentz | Indonésie                  | 2 350 000       | Naturel, (viii), (ix), (x) | 4° 45′ 00″ S, 137° 49′ 59″ E                                                                                    | |
| 907 | Villa Adriana (Tivoli) | Italie                     | 80              | Culturel, (i), (ii), (iii) | 41° 56′ 38″ N, 12° 46′ 19″ E                                                                                    | |
| 913 | Nikko | Japon                      | 50,8            | Culturel, (i), (iv), (vi) | 36° 44′ 53″ N, 139° 36′ 40″ E                                                                                   | |
| 895 | Ville historique fortifiée de Campeche (pt)                                                                                  | Mexique                    | 181             | Culturel, (ii), (iv) | 19° 50′ 46″ N, 90° 32′ 13″ O                                                                                    | Une rue dans la ville de Campeche. Des maisons de même hauteur mais de couleurs différentes sont alignées en arrière-plan. En bas à droite de l'image est garé un scooter.                                                                |
| 939 | Zone de monuments archéologiques de Xochicalco                                                                               | Mexique                    | 707,65          | Culturel, (iii), (iv) | 18° 48′ 14″ N, 99° 17′ 46″ O                                                                                    | Vue générale d'une pyramide du site de Xochicalco. Au premier plan, un escalier de pierre accède à une plate-forme au centre de laquelle s'élève une stèle gravée de deux reliefs. La pyramide en elle-même est visible à l'arrière-plan. |
| 938 | Paysage culturel de Sukur | Nigeria                    | 764,4           | Culturel, (iii), (v), (vi) | 10° 44′ 28″ N, 13° 34′ 19″ E                                                                                    | |
| 899 | Droogmakerij de Beemster (Polder de Beemster)                                                                                | Pays-Bas                   | 7 208           | Culturel, (i), (ii), (iv) | 52° 32′ 56″ N, 4° 54′ 40″ E                                                                                     | |
| 652 | Parc national de la rivière souterraine de Puerto Princesa                                                                   | Philippines                | 22 202          | Naturel, (vii), (x) | 10° 10′ 01″ N, 118° 55′ 01″ E                                                                                   | |
| 502 | Ville historique de Vigan | Philippines                | 17,25           | Culturel, (ii), (iv) | 17° 34′ 30″ N, 120° 23′ 17″ E                                                                                   | |
| 905 | Kalwaria Zebrzydowska : ensemble architectural maniériste et paysager et parc de pèlerinage                                  | Pologne                    | 380             | Culturel, (ii), (iv) | 49° 52′ 01″ N, 19° 40′ 01″ E                                                                                    | |
| 934 | Forêt Laurifère de Madère | Portugal                   | 15 000          | Naturel, (ix), (x) | 32° 46′ 01″ N, 17° 00′ 00″ O                                                                                    | |
| 902 | Centre historique de Sighișoara                                                                                              | Roumanie                   | 33              | Culturel, (iii), (v) | 46° 13′ 05″ N, 24° 47′ 31″ E                                                                                    | |
| 904 | Ensemble « Églises en bois de Maramureș »                                                                                    | Roumanie                   | 8,94            | Culturel, (iv) 8 sites : églises de Bârsana (ro), Budești, Desești (ro), Ieud (ro), Plopiș (ro), Poienile Izei (ro), Rogoz (ro) et Surdești (ro).                                      | 47° 49′ 16″ N, 24° 03′ 22″ E                                                                                    | |
| 906 | Forteresses daces des monts d'Orastie                                                                                        | Roumanie                   |                 | Culturel, (ii), (iii), (iv) 6 sites : Sarmizegetusa, Blidaru (ro), Piatra Roșie (ro), Costești (ro), Căpâlna (ro) et Banița (ro).                                                      | 45° 37′ 23″ N, 23° 18′ 43″ E                                                                                    | |
| 514 | Cœur néolithique des Orcades                                                                                                 | Royaume-Uni                | 15              | Culturel, (i), (ii), (iii), (iv) Comprend quatre sites distincts : Maeshowe, pierres levées de Stenness, cercle de Brodgar et Skara Brae                                               | 58° 59′ 46″ N, 3° 11′ 24″ O 58° 59′ 38″ N, 3° 12′ 29″ O 59° 00′ 07″ N, 3° 13′ 44″ O 59° 02′ 56″ N, 3° 20′ 35″ O | |
| 900 | Caucase de l'Ouest | Russie                     | 298 903         | Naturel, (ix), (x) | 44° N, 40° E | |
| 910 | Parc national de la forteresse de Brimstone Hill                                                                             | Saint-Christophe-et-Niévès | 15,37           | Culturel, (iii), (iv) | 17° 20′ 49″ N, 62° 50′ 13″ O                                                                                    | |
| 901 | Château de Litomyšl | Tchéquie                   | 4,25            | Culturel, (ii), (iv) | 49° 52′ 26″ N, 16° 18′ 50″ E                                                                                    | |
| 886 | Parc national historique et culturel de l'« Ancienne Merv »                                                                  | Turkménistan               | 353,24          | Culturel, (ii), (iii) Le bien comprend 33 sites distincts correspondant à diverses périodes (centres archéologiques des âges du bronze et du fer, centre historique, etc.)             | 37° 42′ 04″ N, 62° 10′ 41″ E                                                                                    | |
| 949 | Sanctuaire de Mi-sön | Viêt Nam                   | 142             | Culturel, (ii), (iii) | 15° 46′ 26″ N, 108° 06′ 32″ E                                                                                   | |
| 948 | Vieille ville de Hoi An | Viêt Nam                   | 30              | Culturel, (ii), (v) | 15° 52′ 59″ N, 108° 19′ 59″ E                                                                                   | |

### Extension
Les limites d'un bien déjà inscrit sont significativement modifiées.
| Id. | Bien                | Pays              | Critères et notes | Coordonnées                 | Illus. |
| --- | ------------------- | ----------------- | --- | --------------------------- | ------ |
| 773 | Pyrénées-Mont Perdu | Espagne et France | Naturel, (iii), (iv), (v), (vii), (viii) Inscrit en 1997, le bien est étendu sur une zone de 550 ha dans la vallée de Héas. | 42° 41′ 07″ N, 0° 00′ 02″ E |        |

### Patrimoine en péril
Le comité décide d'ajouter quatre biens à la liste du patrimoine mondial en péril.
| Id. | Bien                         | Pays                             | Critères et notes | Coordonnées                  | Illus. |
| --- | ---------------------------- | -------------------------------- | --- | ---------------------------- | ------ |
| 355 | Parc national d'Iguaçu       | Brésil                           | Naturel, (vii), (x) 1986, l’intégrité du bien est menacée par des barrages sur l'Iguaçu, des vols d'hélicoptère, la construction d'une route et une mauvaise gestion. Il quitte la liste du patrimoine en péril en 2001.     | 25° 40′ 59″ S, 54° 25′ 59″ O |        |
| 241 | Ensemble monumental de Hampi | Inde                             | Culturel, (i), (iii), (iv) Inscrit en 1986, l'intégrité du bien est menacée par la construction de deux ponts suspendus à l'intérieur des zones archéologiques protégées. Il quitte la liste du patrimoine en péril en 2006. | 15° 18′ 50″ N, 76° 28′ 19″ E |        |
| 684 | Monts Rwenzori               | Ouganda                          | Naturel, (vii), (x) Inscrit en 1994, le bien manque de ressources et la sécurité n'y est plus assurée. Il quitte la liste du patrimoine en péril en 2004.                                                                    | 0° 13′ 26″ N, 29° 55′ 26″ E  |        |
| 280 | Parc national de la Salonga  | République démocratique du Congo | Naturel, (vii), (ix) Inscrit en 1984, le bien est menacé par le braconnage et les empiétements illégaux. Il quitte la liste du patrimoine en péril en 2021.                                                                  | 2° S, 21° E                  |        |

### Proposition différée
Le Comité diffère l'inscription d'un bien.
| Bien                                              | Pays   | Notes | Coordonnées                 | Illus. |
| ------------------------------------------------- | ------ | --- | --------------------------- | ------ |
| Le Val de Loire entre la Maine et Sully-sur-Loire | France | Le comité n'arrive pas à un consensus à cause de la présence d'une centrale nucléaire sur le site, et plus généralement de la présence d'éléments modernes dans les paysages culturels. Le bien est finalement inscrit l'année suivante. | 47° 23′ 56″ N, 0° 42′ 11″ E |        |

### Propositions rejetées
Le Comité rejette l'inscription de deux biens, qu'il n'estime pas correspondre aux critères de la liste du patrimoine mondial.
| Bien                                                                   | Pays               | Notes | Coordonnées                  | Illus. |
| ---------------------------------------------------------------------- | ------------------ | ----- | ---------------------------- | ------ |
| Sarajevo - Symbole unique de multiculture universelle et ville ouverte | Bosnie-Herzégovine |       | 43° 51′ 36″ N, 18° 22′ 30″ E |        |
| Ligne ferroviaire à aiguillage Kysuce-Orava (en)                       | Slovaquie          |       | 49° 22′ 55″ N, 19° 06′ 00″ E |        |